# 芝諾比亞 (伊利諾伊州)
芝諾比亞（英語：Zenobia）是位於美國伊利諾伊州克里斯蒂安縣的一個非建制地區。該地的面積和人口皆未知。

## 地理
芝諾比亞的座標為39°31′43″N 89°32′01″W / 39.52861°N 89.53361°W，而該地的平均海拔高度為187米（即614英尺）。